# MaRS Discovery District
La MaRS Discovery District es una organización sin ánimo de lucro fundada en Toronto en el año 2000. Su objetivo declarado es comercializar investigaciones que se financian públicamente y otras tecnologías con ayuda de empresas locales privadas y, como tal, es una asociación entre el sector público y privado. MaRS, como parte de su misión, dice: «MaRS ayuda a crear negocios de ámbito mundial exitosos con la ciencia, la tecnología y la innovación social canadienses».
El nombre de MaRS partió originalmente del nombre de un archivo, y posteriormente se le atribuyó el nombre de Ciencias Médicas y Relativas» (MaRS, por sus siglas en inglés). Pero esta relación ya no existe, puesto que también trabajan en otros ámbitos como Información y Tecnología de Comunicaciones, Ingeniería, e Innovación Social.

## Instalaciones

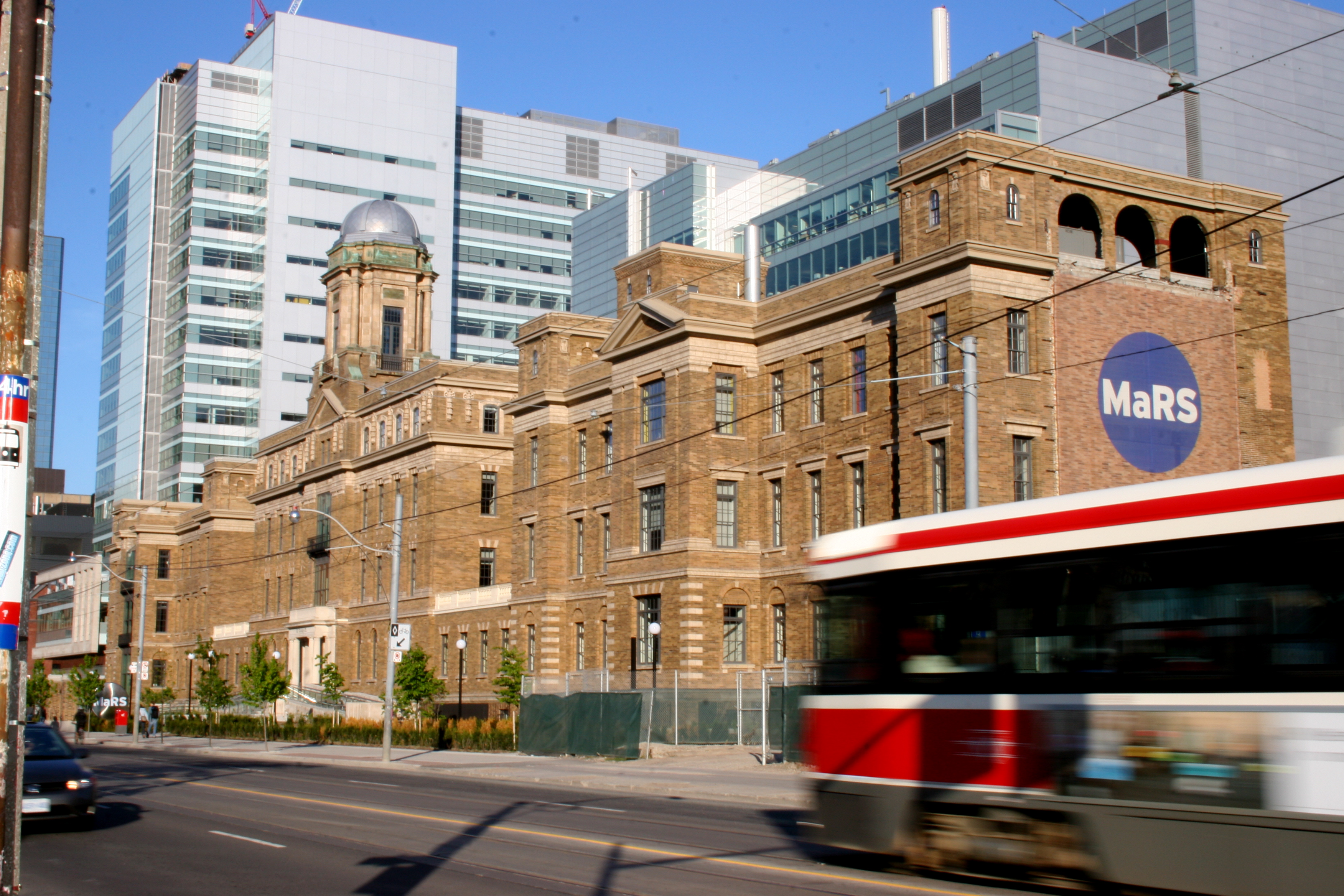
El centro de MaRS, visto desde la esquina nordeste de College Street y la University Avenue

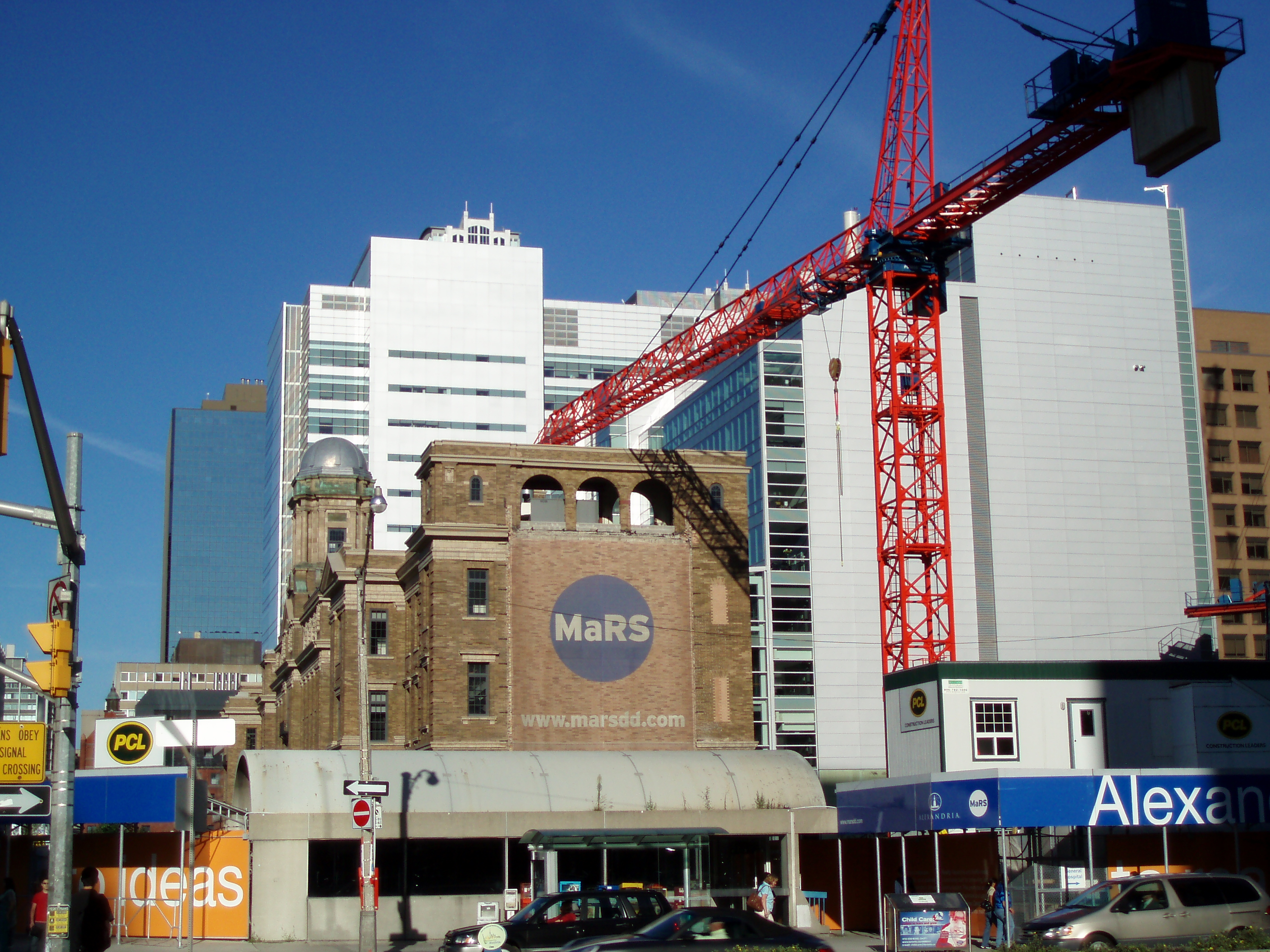
Construcción de la Fase 2 de MaRS en agosto de 2008.

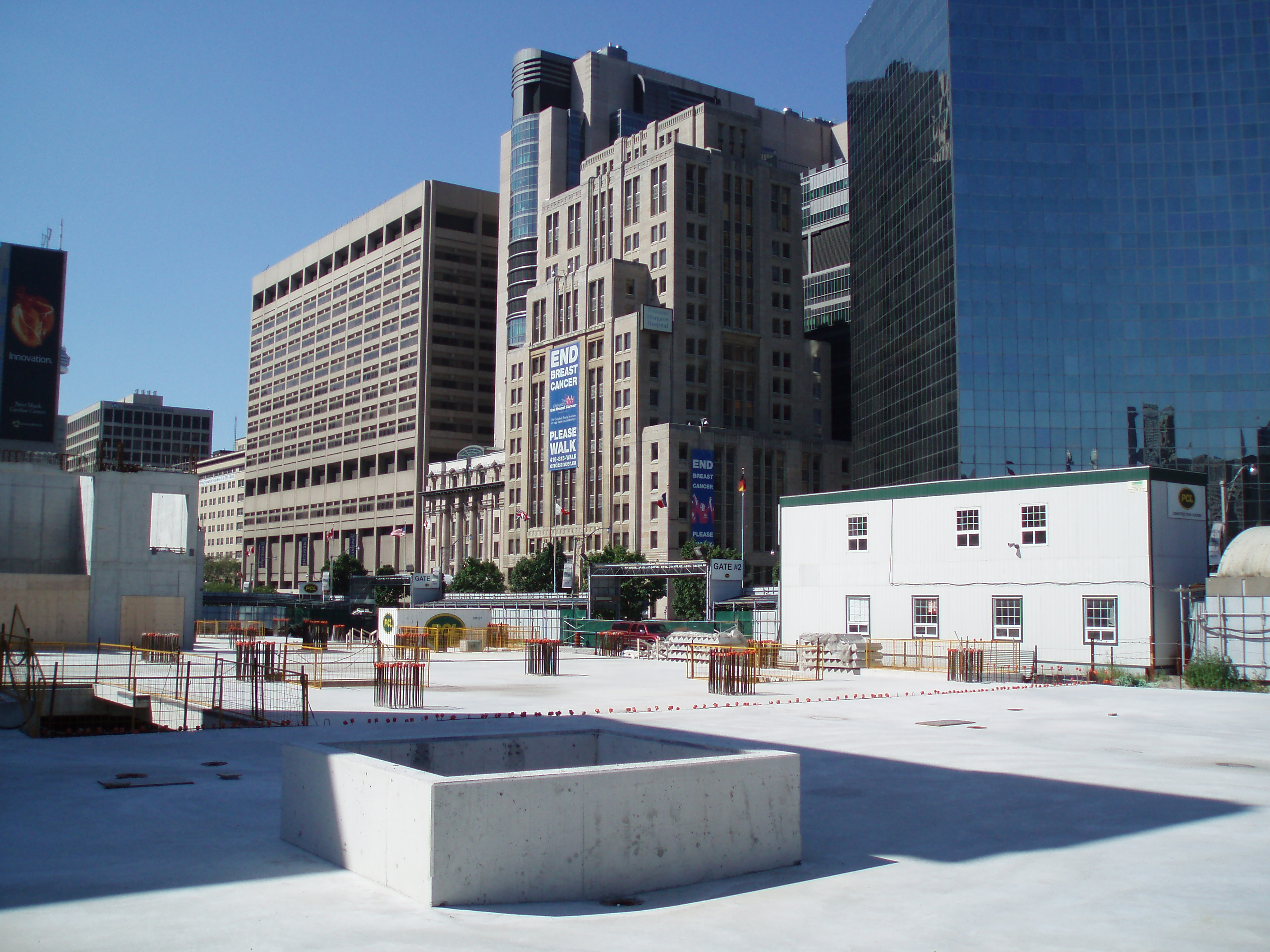
Los cimientos de la Fase 2 de MaRS en julio de 2009.

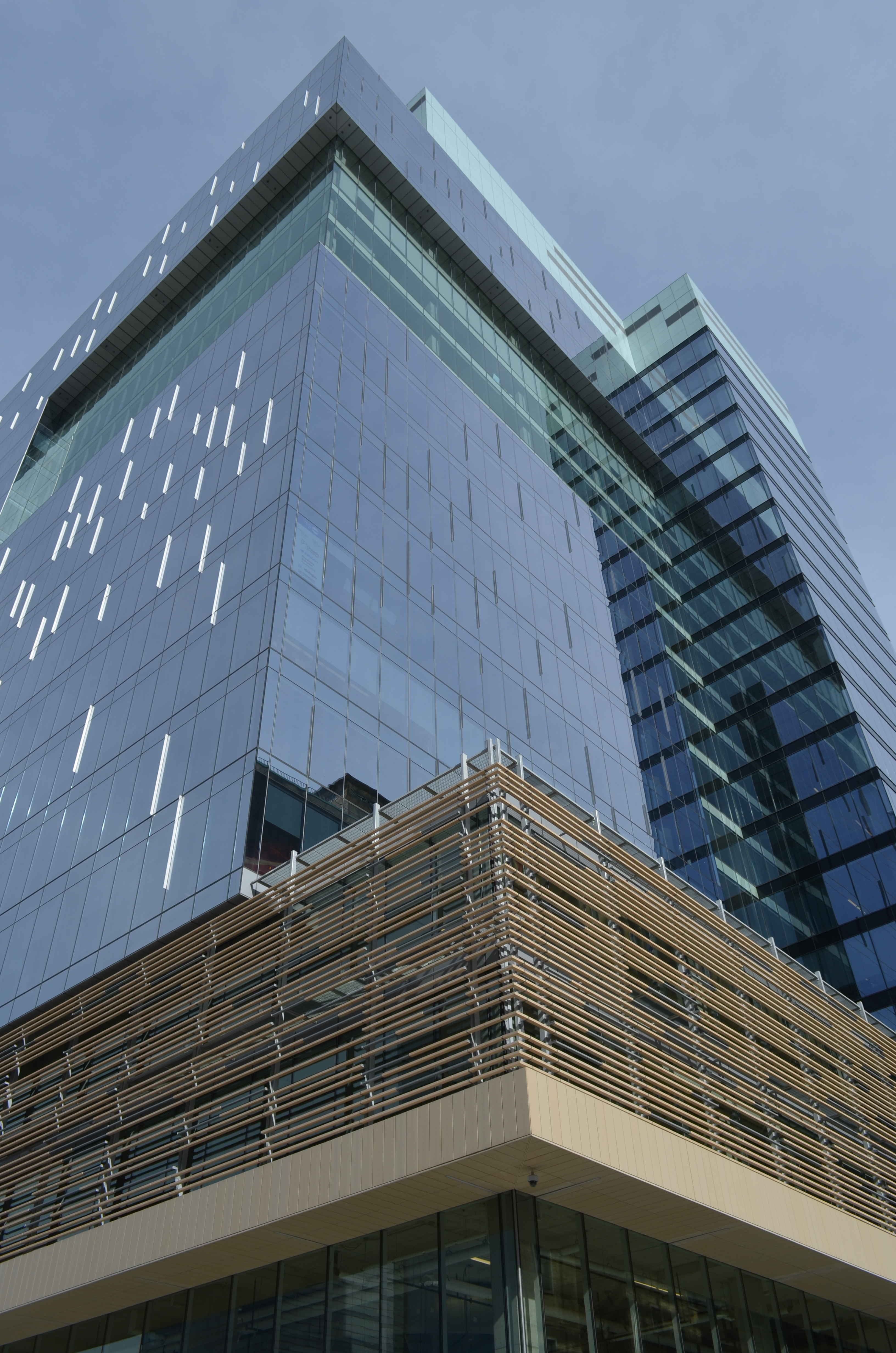
La Fase 2 de MaRS completada en 2014.

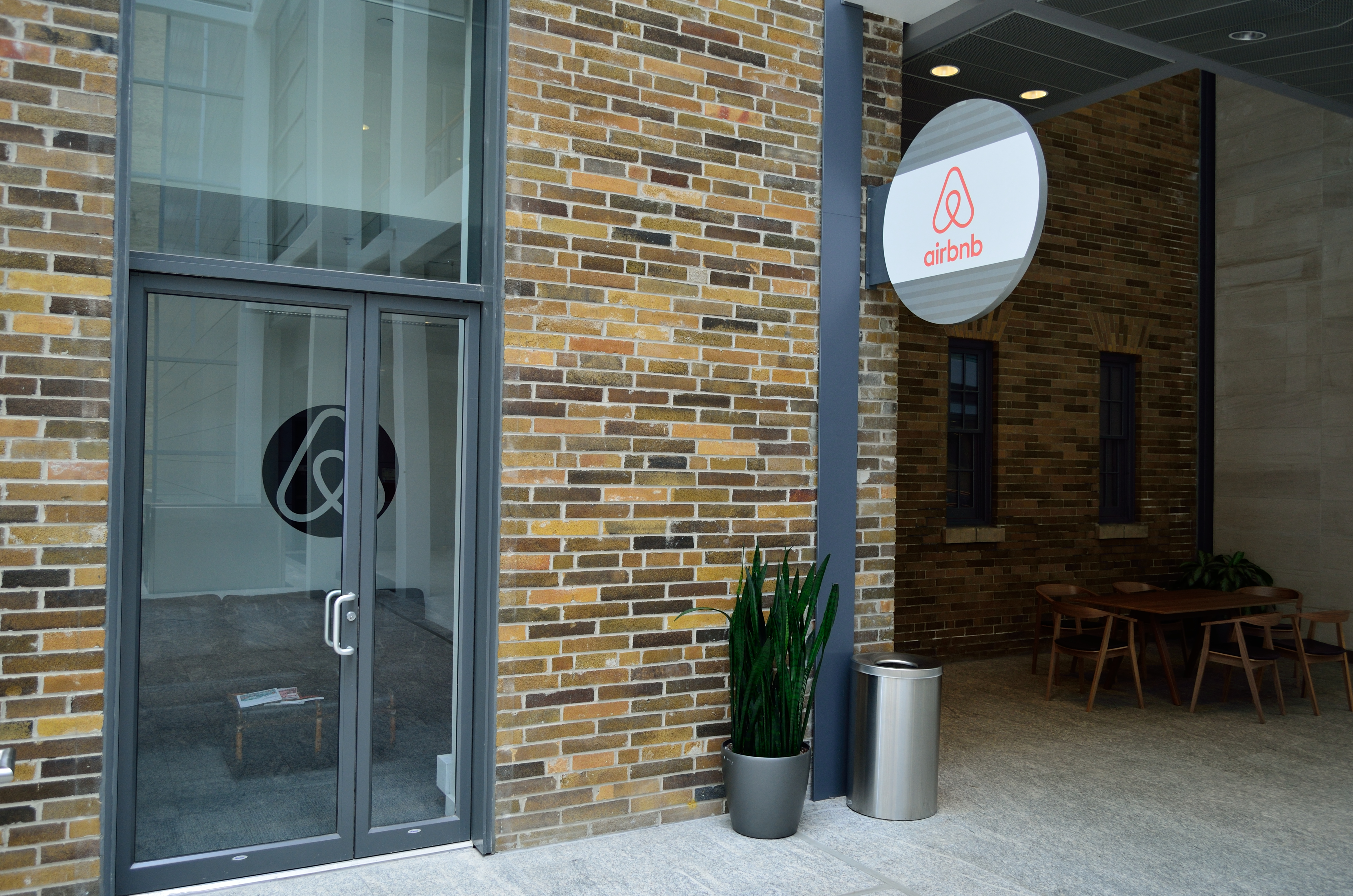
Oficina Airbnb en el centro de MaRS

Se encuentra entre College Street y la University Avenue en el Discovery District de Toronto, contiguo a la Universidad de Toronto y a sus hospitales de investigación afiliados en la University Health Network.
El proyecto de MaRS se divide en dos fases.

### Fase 1
La fase 1 de MaRS Discovery District fue diseñada por Adamson Associates Architects e incluye:
- El Heritage Building (anteriormente una rama del Toronto General Hospital),
- El Atrium
- La South Tower
- La Toronto Medical Discovery Tower

El Heritage Building
Detrás de la fachada de ladrillo, bien conservada, y dentro de las cuatro plantas que conforman el Heritage Building, hay espacios que se arriendan para ser ocupados por servicios profesionales, asociaciones industriales, empresas farmacéuticas y oficinas de universidades canadienses y de la Provincia de Ontario. En 2006, el centro MaRS recibió el premio Heritage Toronto Award of Excellence for Architectural Conservation and Craftsmanship. El edificio fue diseñado por Pearson y Darling e inaugurado en 1911.
El Atrium
El atrium de MaRS es una vía pública con techo de cristal que permite a los inquilinos y proveedores al por menor el acceso al pasillo del Heritage Building. También da acceso a las South and Medical Discovery Towers. El nivel inferior presenta una zona de conferencias subdivisible que alberga eventos públicos y privados. MaRS fomenta eventos donde se muestran todas las disciplinas artísticas de Toronto, la cultura y la comunidad urbana más amplia. La planta baja del Atrium también consta de un centro multimedia, salas de conferencias de vídeo y una zona de restaurantes pública. 

La South Tower
La estructura de ocho plantas alberga programas de incubación y un laboratorio comunitario, además de instalaciones para la investigación. El edificio del laboratorio, resistente a la humedad y de 19 000 m², abarca ocho plantas en el centro de MaRS. La torre presume de sistemas mecánicos y eléctricos avanzados, pisos con prestaciones de carga reforzadas y despachos de 4,6 metros de una pared a otra.
Ocupando la segunda y tercera planta de la South Tower —directamente encima de las oficinas corporativas de MaRS— se encuentra la incubadora de MaRS, un espacio limitado que alberga oficinas y laboratorios para aproximadamente dos docenas de empresas de ciencias biológicas y tecnología.
La Toronto Medical Discovery Tower
Con 37 000 m² de laboratorios húmedos de última generación, la Toronto Medical Discovery Tower de 15 plantas acoge equipamiento científico y alberga las actividades básicas de investigación de dos de los principales hospitales de investigación de Canadá: la University Health Network y el Hospital for Sick Children.
Situado entre la universidad y Elizabeth Street, el edificio fue diseñado con los típicos suelos de laboratorio de investigación y desarrollo configurados con un mecanismo lateral y revestidos con metal y cristal. Las distintas partes de la torre descansan sobre un podio de piedra caliza de tres plantas que se alinea con el punto más alto del College Wing adyacente y con el patio apaisajado que recorre todo el edificio.
El armazón y el núcleo de la TMDT se diseñaron para alojar todo un conjunto de laboratorios que se divide en un 80 % de laboratorios húmedos y un 20 % de laboratorios secos. Los suelos de los laboratorios se han configurado para maximizar la futura flexibilidad. Las salas mecánicas y eléctricas, los sistemas de distribución de electricidad y comunicación, las plataformas generales y las de evacuación, los desagües del suelo y las zonas de servicio se han creado para permitir el acondicionamiento por parte de futuros inquilinos.
La Fase 1 empezó a funcionar en 2005.

### Fase 2
La Fase 2, diseñada por Bregman + Hamann Architects, constituirá una ampliación de 74 000 m² del centro de MaRS con la forma de una torre de 20 plantas en el ala oeste del complejo. La construcción comenzó a finales del 2007, y estaba programada para completarse en la primavera del 2010. En noviembre de 2008, la construcción de la Fase 2 se suspendió debido a la crisis financiera. La construcción se reanudó en julio de 2011, con una fecha de finalización fijada en otoño de 2013.
En 2011, la construcción de la Fase 2 volvió a comenzar. Se espera que la construcción de la fase 2 finalice en septiembre de 2013. Esta fase del proyecto se está enfrentando a críticas, porque el Gobierno de Ontario proveyó de un rescate financiero a la organización y esta se enfrenta a serios problemas para arrendar el suelo. El Ontario Progressive Conservative Party está reclamando la contabilidad completa de la Fase 2 de MaRS.

## Defensores
La MaRS está respaldada, en parte, por organizaciones de servicio profesional que ofrecen sus conocimientos, sin coste alguno, a través de la educación y formación, además de horas de asesoría. Estas organizaciones también contribuyen económicamente con MaRS.
La lista actual de organizaciones incluye:
- Deloitte
- Gowling Lafleur Henderson LLP
- Miller Thomson LLP
- MNP
- Norton Aumentó Canadá LLP

## Crítica

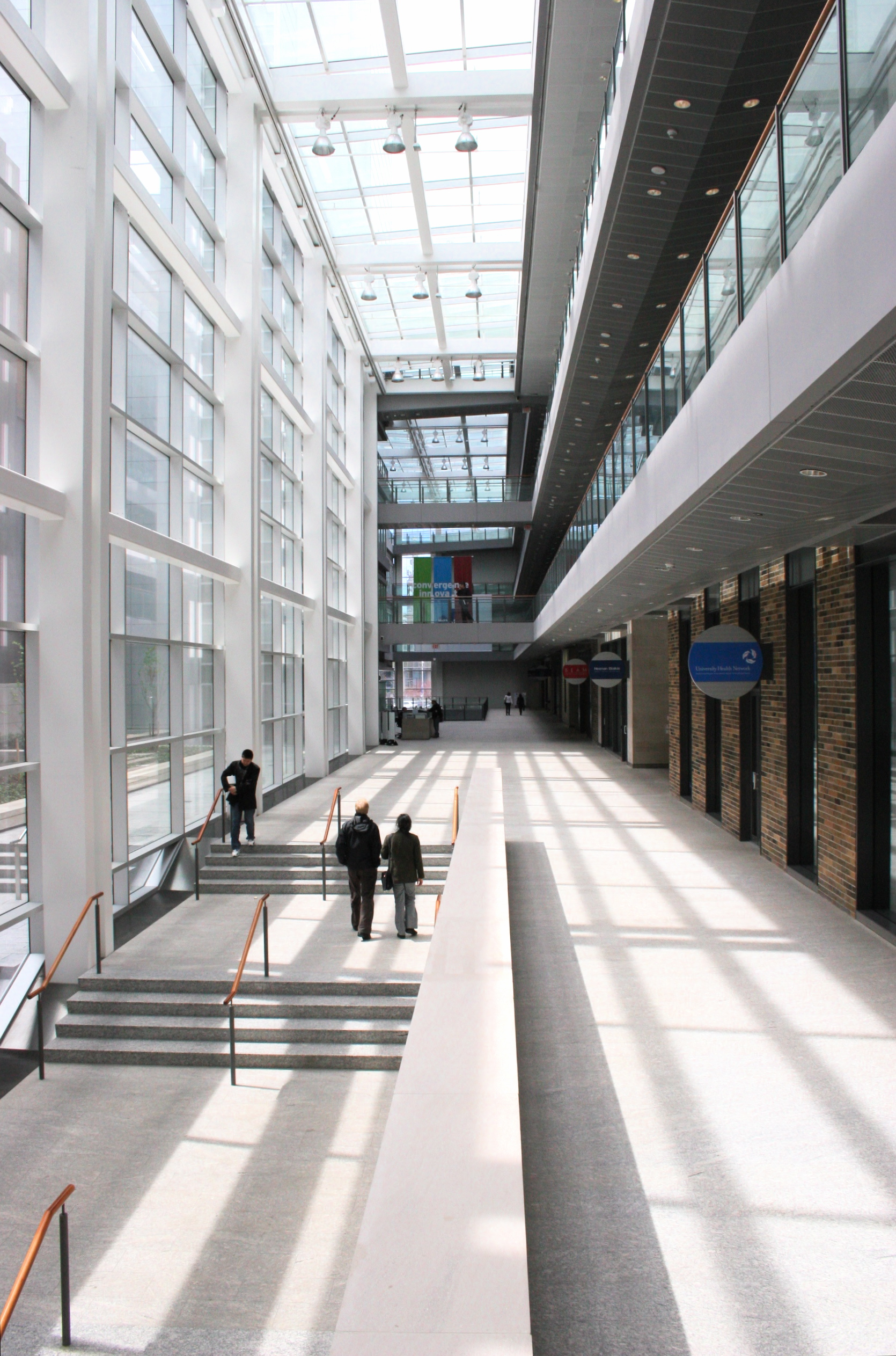
Dentro del atrium del centro de MaRS.

En abril de 2010, se suscitó la crítica por los ingresos recaudados (471 874 $) por MaRS CEO Ilse Treurnicht en 2008. Se criticó también la financiación liberal encabezada por el gobierno, la falta de responsabilidad y rigor en la medición de los resultados, las reclamaciones de sociedades financiadas con capital público y privado y la ausencia de minorías visibles entre el equipo de asesores de MaRS.
El 27 de agosto de 2010, el National Post reflejó algunas de estas críticas.
Las nuevas críticas se publicaron en 2011, apuntando en particular al incremento de 100 000 dólares en el sueldo de Treurnicht —su sueldo era de 534 000 dólares en 2010— y cuestionando la financiación pública y privada de la expansión de la Fase 2. El Toronto Sun también publicó artículos sobre este tema en los que se cuestionaban las elevadas indemnizaciones que recibía la institución de la fundación benéfica.

## Iniciativas y adscripciones
- El Toronto Discovery District
- La California-Canada Strategic Innovation Partnership
- La Social Innovation Generation (SiG)
- El Creative Convergence Centres Project
- Los Premier’s Summit Awards
- La Canadian Stem Cell Network
- La Stockholm Science City
- La Net Change Week